# Мегатомы
Мегатомы (лат. Megatoma) — род жуков из семейства кожеедов подсемейства Megatominae.

## Описание
Усики 11-члениковые, два (подрод Megatoma) или три (Pseudohadrotoma) вершинных членика образуют булаву. Тело покрыто в прилегающими волосками. На надкрыльях волоски образуют рисунок в виде пятен и перевязей. На переднегруди нет ямок для вкладывания булавы усиков. Продольная борозда на среднегруди слабо выражена. Тело личинок без перетяжки. Стреловидные хеты (щетинки) имеются только на верхней поверхности брюшка.

## Экология
Личинки живут под корой в ходах ксилофагов, и в гнёздах перепончатокрылых, питаются мертвыми насекомыми. Имаго встречаются на цветках растений. Некоторые виды встречаются на мельницах, складах и коллекциях насекомых.

## Классификация
Род разделяют на два подрода, которые включают следующие виды.
- подрод Megatoma Herbst, 1791
  - Megatoma ampla (Casey, 1900)
  - † Megatoma atypica Deng et al. 2017
  - Megatoma belfragei (LeConte, 1874)
  - Megatoma cylindrica (Kirby, 1837)
  - Megatoma dolia Beal, 1967
  - †Megatoma electra Zhantiev, 2006
  - Megatoma giffardi (Blaisdell, 1927)
  - Megatoma jakutskiensis Kadej M., Háva, 2016
  - Megatoma leucochlidon Beal, 1967
  - Megatoma polia Beal, 1967
  - Megatoma pubescens (Zetterstedt, 1828)
  - Megatoma riedeli Mroczkowski, 1967
  - Megatoma ruficornis Aubé, 1866
  - Megatoma undata (Linnaeus, 1758)
  - Megatoma ussuriensis Mroczkowski, 1967
  - Megatoma variegata (Horn, 1875)
- подрод Pseudohadrotoma Kalík, 1951
  - Megatoma conspersa Solsky, 1876
  - Megatoma falsa (Horn, 1875)
  - Megatoma friebi (Pic, 1938)
  - Megatoma graeseri (Reitter, 1887)
  - Megatoma indica Háva, 2000
  - Megatoma kaliki (Beal, 1967)
  - Megatoma perversa (Fall, 1926)
  - Megatoma tianschanica Sokolov, 1972
  - Megatoma trichorhopalum (Beal, 1967)
  - Megatoma trogodermoides (Beal, 1967)
- не относимый к определённому подроду
  - Megatoma angularis (Mannerheim, 1853)

## Палеонтология
В ископаемом состоянии известны два вида, найденные в балтийском (Megatoma electra) и бирманском (Megatoma atypica) янтарях.

## Распространение
Встречается преимущественно в Голарктике.